# Meet Me in St. Louis (ścieżka dźwiękowa)
Meet Me in St. Louis – ścieżka dźwiękowa do filmu muzycznego Spotkamy się w St. Louis (1944), wydana po raz pierwszy w całości przez wytwórnię fonograficzną Rhino Records w 1995 roku, ponad 50 lat po premierze filmu.
Album znalazł się na 48. miejscu listy 100 najlepszych ścieżek dźwiękowych według magazynu Entertainment Weekly. W 2004 roku American Film Institute umieścił pochodzące z niego utwory „The Trolley Song” i „Have Yourself a Merry Little Christmas” na liście 100 najlepszych piosenek filmowych, odpowiednio na 26. i 76. miejscu. W 2005 roku wprowadzono go do Grammy Hall of Fame.

## Lista utworów
1. „Main Title” (3:01) – Orkiestra i chór wytwórni MGM
2. „Meet Me in St. Louis, Louis” (1:25) – Joan Carroll, Harry Davenport, Judy Garland i chór MGM
3. „The Boy Next Door” (3:30) – Judy Garland
4. „Meet Me in St. Louis, Louis” (1:56) – Judy Garland i Lucille Bremer
5. „Getting Ready for the Party” (instrumentalny; 1:37) – Orkiestra wytwórni MGM
6. „Skip to My Lou” (2:27) – Judy Garland, Lucille Bremer i chór MGM
7. „Under the Bamboo Tree” (1:38) – Judy Garland i Margaret O’Brien
8. „Saying Goodnight” (instrumentalny; 3:32) – Orkiestra wytwórni MGM
9. „Over the Bannister” (1:27) – Judy Garland i Tom Drake
10. „The Trolley Song” (4:03) – Judy Garland
11. „Boys and Girls Like You and Me”[b] (2:17) – Judy Garland
12. „All Hallow's Eve” (instrumentalny; 4:19) – Orkiestra wytwórni MGM
13. „The Most Horrible One” (4:25) – Orkiestra wytwórni MGM
14. „You and I” (2:33) – Arthur Freed i Denny Markas
15. „Winter in St. Louis” (instrumentalny; 0:46) – Orkiestra wytwórni MGM
16. „I Hate Basketball” (instrumentalny; 3:25) – Orkiestra wytwórni MGM
17. „Under the Anheuser Bush” (instrumentalny; 1:41) – Orkiestra wytwórni MGM
18. „Esther Accepts” (instrumentalny; 3:52) – Orkiestra wytwórni MGM
19. „Tootie's Music Box” (instrumentalny; 1:46) – Orkiestra wytwórni MGM
20. „Have Yourself a Merry Little Christmas” (2:37) – Judy Garland
21. „Tootie's Grief” (instrumentalny; 1:57) – Orkiestra wytwórni MGM
22. „Finale” (instrumentalny; 3:32) – Orkiestra wytwórni MGM

## Twórcy
- Judy Garland – śpiew
- Lucille Brenner – śpiew
- Joan Carroll – śpiew
- Harry Davenport – śpiew
- Tom Drake – śpiew
- Denny Markas – śpiew
- Marjorie Main – śpiew
- Mary Astor – śpiew
- Lucille Bremer – śpiew
- John Caroll – śpiew
- Arthur Freed – śpiew
- Margaret O’Brien – śpiew
- Orkiestra i chór wytwórni Metro-Goldwyn-Mayer
- Roger Edens – adaptacja muzyczna
- Conrad Salinger – instrumentacja
- George Stoll – dyrygent i kierownik chóru
- Douglas Shearer – kierownik nagrań
- George Feltenstein – producent
- Ted Hall – inżynier dźwięku

Źródło: